# Nhà thờ Bảo vệ Đức Bà thiêng liêng nhất của chúng tôi, Owczary
Nhà thờ Bảo vệ Đức Bà thiêng liêng nhất của chúng tôi ở Owczary - một nhà thờ bằng gỗ theo kiến trúc Gôtích nằm ở làng Owczary từ thế kỷ XVII, cùng với các tserkvas khác nhau được chỉ định là một phần của tserkvas của UNESCO ở vùng Carpathian ở Ba Lan và Ukraine.

## Lịch sử
Tserkva ở Owczary được nuôi dưỡng vào năm 1653. Tserkva là tòa nhà thứ hai thuộc loại này ở vị trí này - tòa nhà đầu tiên bị sụp đổ do cát lún trong nền móng của nó. Vào năm 1701, của Tserkva Chancery trải qua cải tạo mở rộng, tháp được xây dựng vào năm 1783 (được xây dựng bởi Meister Dimitr Dekowekin và Teodor Rusinka), trong năm 1870, tòa nhà được mở rộng, có các phép đo tương đương với các gian giữa. Vào năm 1938, nội thất của tserkva được trang trí bằng nhiều màu. Sau Chiến dịch Vistula, tserkva được chuyển đến giáo xứ Công giáo La Mã. Sau khi một số dân làng bị di dời trở lại làng vào năm 1956, tserkva cũng đã khởi động lại các dịch vụ của Giáo hội Công giáo Hy Lạp Ucraina. Từ năm 1998, tserkva bắt đầu hoạt động như một Công giáo La Mã - Giáo hội Công giáo Hy Lạp Ucraina.